# Lasiacis linearis
Lasiacis linearis är en gräsart som beskrevs av Jason Richard Swallen. Lasiacis linearis ingår i släktet Lasiacis och familjen gräs. Inga underarter finns listade i Catalogue of Life.